# Limnius stygius
Limnius stygius is een keversoort uit de familie beekkevers (Elmidae). De wetenschappelijke naam van de soort werd in 2001 gepubliceerd door Hernando, Aguilera & Ribera.